# Ryfors
Ryfors ist eine kleine Ortschaft am Tidan, unmittelbar westlich von Mullsjö in der Gemeinde Mulljö. Der Ort gehört zur Kirchgemeinde Mullsjö-Sandhem im Socken (Kirchspiel) Nykyrka, Bistum Skara.

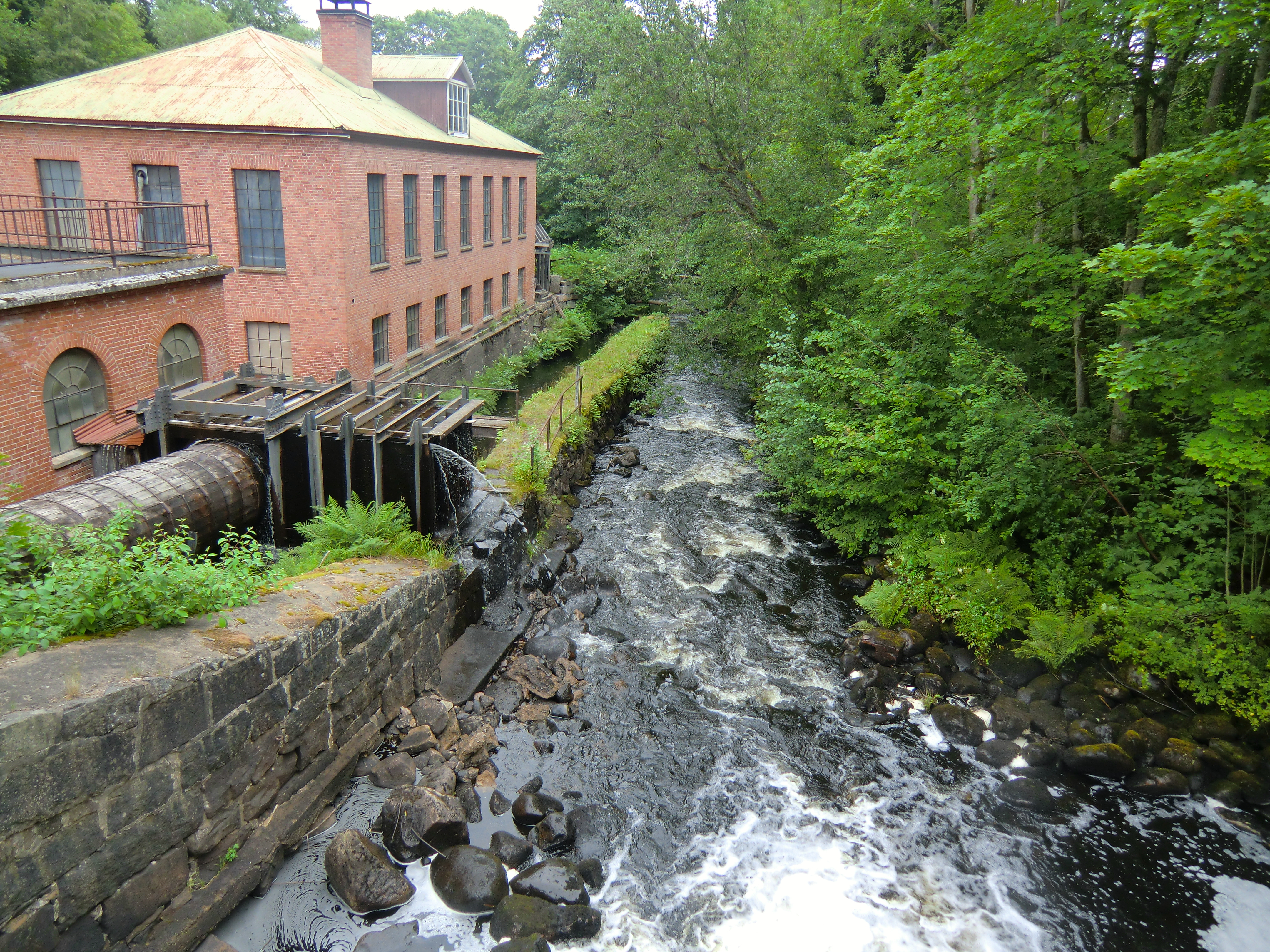
Der Tidan mündet in den See Stråken

## Geschichte
Ryfors bruk war eine handwerkliche Industriestätte, die 1742 unmittelbar am Tidan gegründet wurde. Im Jahre 1798 wurde ein Hochofen errichtet, der bis 1827 in Gebrauch war. Nachdem 1837 ein Hammerwerk errichtet worden war, begann die Herstellung von Stabeisen. Die Produktion wurde 1906 eingestellt.
In den späteren 1800er Jahren entwickelten sich die Betriebszweige Forstwirtschaft, Sägewerk und Holzkohlenherstellung. Der Betrieb kam 1827 in den Besitz der aus Pommern stammenden schwedischen Diplomatenfamilie Sager. Die Inhaber errichteten mehrere Kraftwerk, welche Mullsjö mit elektrischem Strom versorgten. Um 1900 wurden die Höfe Margreteholm und Nääs dazu erworben. Die Landwirtschaft entwickelte sich zum größten Teil des Betriebes, unter anderem als Zuchtbetrieb für Ayrshire-Rinder.
1919 wurde der Betrieb aufgeteilt. Es entstanden „Ryfors Bruk Nedre“ mit Margreteholm als Haupthof und dem Diplomaten und königlichen Oberzeremonienmeister Robert Sager als Eigentümer sowie „Ryfors Bruk Övre“ mit dem königlichen Hofstallmeister Edvard Sager als Eigentümer.
Robert Sager verstarb kurze Zeit nach der Teilung am 1. Dezember 1919 und „Ryfors Bruk Nedre“ ging auf seine Schwiegertochter Vera Sager über. Nach ihrem Tod 1988 erbte der Graf Adam Moltke-Huitfeldt den Hof.
„Ryfors Bruk Övre“ befindet sich weiterhin im Besitz der Familie Sager. In Ryfors wurde 1888 Schwedens erste Golfbahn angelegt, wo heute der „Ryfors golfklubb“ eine 18-Loch-Anlage betreibt.

## Sehenswürdigkeiten
Der englische Landschaftspark wurde von Edward und Henry Ernest Milner im Zeitraum 1880–1910 angelegt. Zentraler Punkt des Parks ist das herrschaftliche Haupthaus (Corps de logi), genannt „Englische Villa“, u. a. mit einem Café, umgeben von Wirtschaftsgebäude, Orangerie, Arbeiterwohnquartieren und anderem.

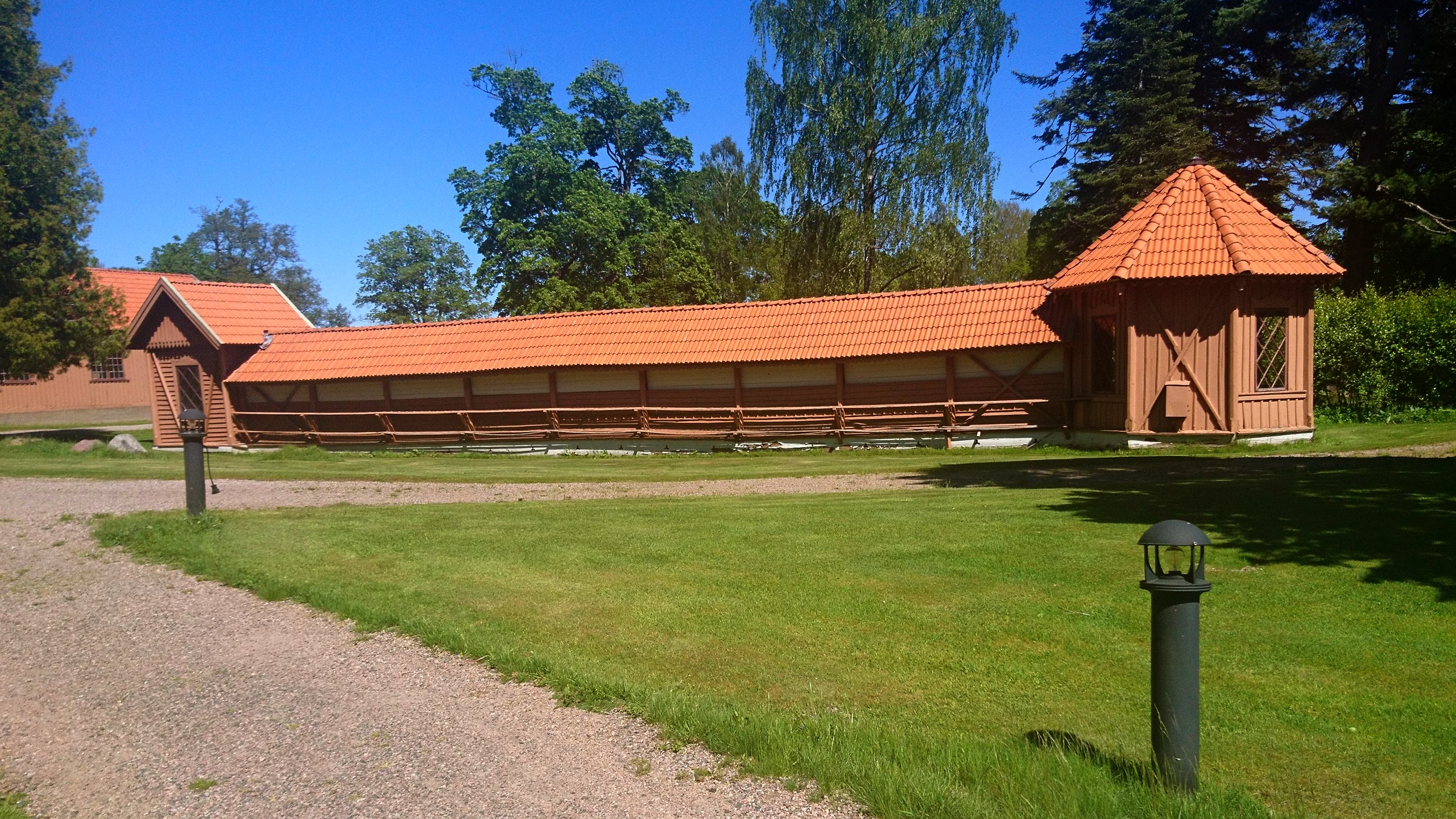
Historische hölzerne Bowlingbahn

Ryfors Gammelskog ist ein weitestgehend naturbelassener Wald. Einige der Bäume sind über 300 Jahre alt. Seit 1991 sind 35 Hektar als Naturreservat ausgewiesen, es besteht hauptsächlich aus Fichten und Kiefern.
Auf dem Gelände des Gutes Ryfors befindet sich die etwa 1880 eröffnete eine der ältesten Bowlingbahnen Schwedens.

## Weiterführende Literatur
- Axell, Åke: Ryfors under fyra sekel. In: Lidköping: Västergötlands hembygdsförbund, 1946- (Hrsg.): Västgötabygden. Jahrgang 1992, Nr. 47, 1992, ISSN 0346-4954, S. 165–169, 177 : ill (Libris 3015142).
- Berglund, Bengt: Bruk - omland : Ryfors bruk i Västergötland 1742-2010. In: Västergötlands fornminnesförenings tidskrift. Volume 2009/2010, 2010, ISSN 0347-4402, S. 173–184 : ill (Libris 12073821).
- Berglundt, Bengt: Ryfors bruk 1742-1920 : från järnbruk till herrgård. Hrsg.: Skaraborgs länsmuseum. Skara 1988, ISBN 91-85884-53-7 (Libris 7753039).
- Nykyrke hembygdsfören (Hrsg.): Ryfors : en kavalkad om ett bruk och dess öde. Mullsjö (Libris 206059).
- Skaraborgs länsmuseum (Hrsg.): Ryfors : Corps-de-logiet : kulturhistorisk beskrivning och åtgärdsförslag. Skara 1987 (Libris 2241108).
- Institutet för samhällsforskning (Hrsg.): Ryfors : en kavalkad om ett bruk och dess öde = [The Ryfors Estate] = [Das Landgut Ryfors]. 2., utök. upp Auflage. Mullsjö 1986, ISBN 91-85412-58-9 (Libris 7748897).
- Univ., Institutionen för kulturvård (Hrsg.): Ryfors bruk : från järnbruk till golfbana (= Göteborgs universitet, Institutionen för kulturvård, 1101-3303 ; 1994 :32). Göteborg 1994 (Libris 2022228).
- Sager, Robert: Ryfors bruk : självbiografiska anteckningar från barn- och ungdomsåren. Hrsg.: B. Berglund. Hisings Backa 1992, ISBN 91-630-0942-0 (Libris 7448868).
- Waern, Kolbjörn: Ryfors park under hundra år. Hrsg.: Länsstyr. i Skaraborgs län (= Meddelande / Länsstyrelsen i Skaraborgs län, Planeringsavd., 0281-1464 ; 83 :6). Mariestad 1983 (Libris 397969).